# Tropikmyggsnappare
Tropikmyggsnappare (Polioptila plumbea) är en fågel i familjen myggsnappare inom ordningen tättingar.

## Utseende och läte
Myggsnappare är små, gråaktiga fåglar med långa och slanka näbbar som mycket aktivt rör sig genom växtligheten medan de konstant vippar, reser och brer ut sin långa stjärt för att skrämma upp insekter. Hane tropikmyggsnappare har svart hjässa, honan grå.

## Utbredning och systematik
Tropikmyggsnappare delas vanligen in i sex underarter med följande utbredning:
- Polioptila plumbea anteocularis – förekommer i centrala Colombia
- Polioptila plumbea plumbiceps – förekommer i nordöstra och östra Colombia samt norra norra Venezuela
- Polioptila plumbea innotata – förekommer från allra östigaste  Colombia till centrala Guyana och nordligaste Brasilien
- Polioptila plumbea plumbea – förekommer i Surinam, Franska Guyana och norra Brasilien
- Polioptila plumbea atricapilla – förekommer i nordöstra Brasilien
- Polioptila plumbea parvirostris – förekommer i östra Ecuador, nordöstra Peru och nordvästra Brasilien

Tidigare inkluderades marañónmyggsnapparen i arten, men denna erkänns sedan 2016 som egen art av Birdlife International och naturvårdsunionen IUCN, sedan 2024 även av IOC. Längre tillbaka har tropikmyggsnapparen även inkorporerat vitbrynad myggsnappare (Polioptila bilineata).

## Levnadssätt
Tropikmyggsnappare är en rätt vanlig fågel i fuktiga tropiska skogar och skogsbryn. Där ses den i trädtaket, ofta i par och som en del av kringvandrande artblandade flockar.

## Status
IUCN bedömer hotstatus för maior och övriga underarter var för sig, båda grupper som livskraftiga.